# John Lundgren
John Lundgren (nascido em 30 de julho de 1940) é um ex-ciclista de pista dinamarquês. Participou nos Jogos Olímpicos de 1960, em Roma, onde terminou em quinto na perseguição por equipes de 4 km.